# Corina Eichenberger-Walther

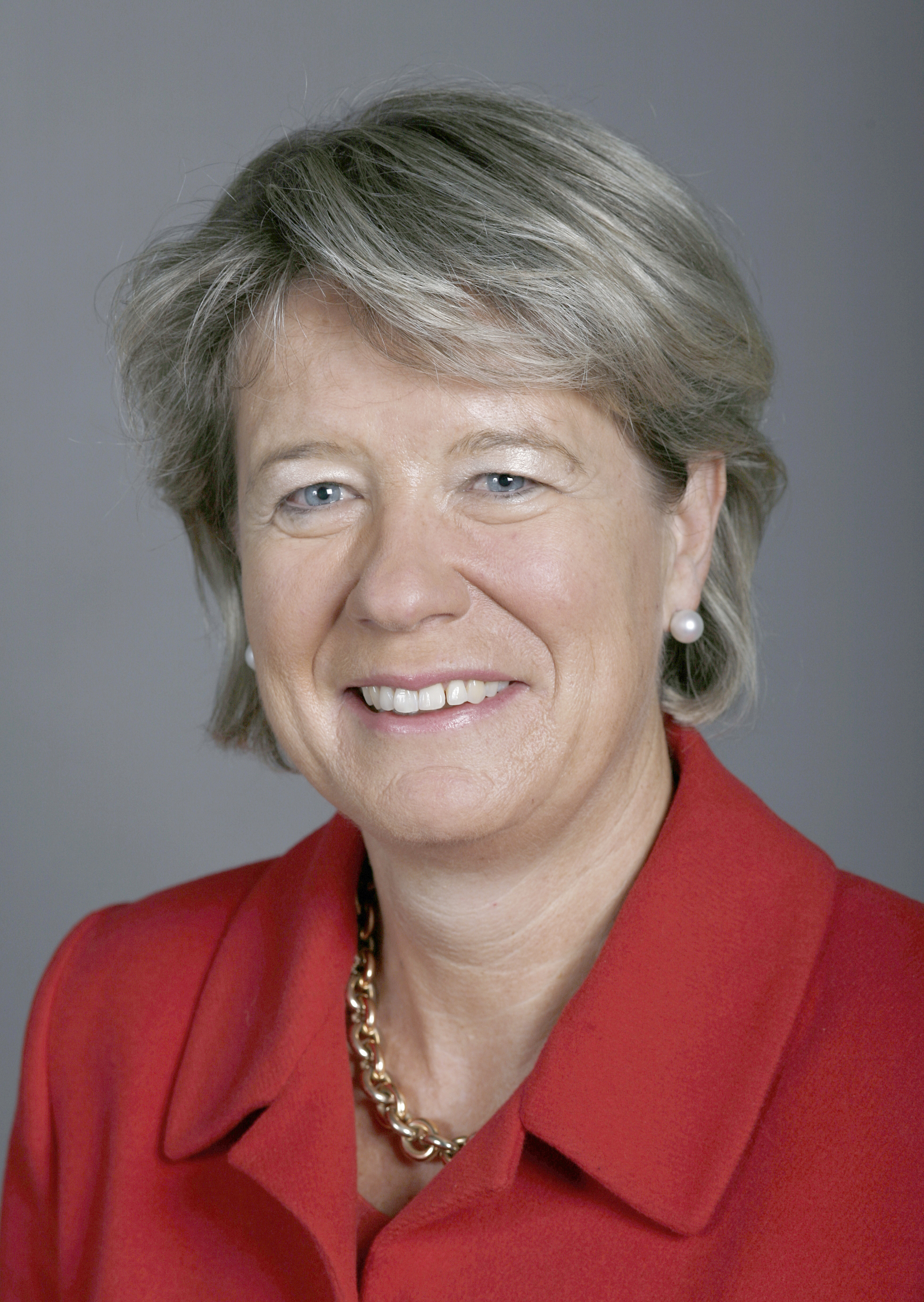
Corina Eichenberger-Walther (2007)

Corina Eichenberger-Walther (* 14. Oktober 1954 in Aarau, heimatberechtigt in Beinwil am See, Bern und Kölliken) ist eine Schweizer Politikerin (FDP).

## Leben
Eichenberger-Walther hat Rechtswissenschaften studiert und 1978 mit dem Lizentiat abgeschlossen. 1981 machte sie das Anwaltsexamen. Seit 1982 ist die als Partnerin in Anwaltskanzleien tätig, seit 2003 auch als Mediatorin.
Von 1993 bis 2007 gehörte Eichenberger-Walther dem Grossen Rat des Kantons Aargau an, den sie 2005/06 präsidierte. Seit den Wahlen 2007 war sie Mitglied des Nationalrats. Sie rückte für die in den Ständerat gewählte Christine Egerszegi nach. In den Wahlen 2011 und 2015 wurde sie wiedergewählt. Im Rat gehörte sie der Geschäftsprüfungskommission und der Sicherheitspolitischen Kommission (Präsidentin 2015 bis 2017) an; von 2010 bis 2011 war sie für rund ein Jahr auch Mitglied der Gerichtskommission der Vereinigten Bundesversammlung. Bei den Wahlen 2019 trat sie nicht erneut an.
Eichenberger-Walther hatte während ihrer Laufbahn zahlreiche weitere Mandate in der Wirtschaft, bei Verbänden und in Stiftungen inne. Unter anderem war sie von 2009 bis 2014 Präsidentin des Nuklearforums Schweiz. Bis 2013 war sie Bankrätin der Aargauischen Kantonalbank. Von 2015 bis 2021 war sie Verwaltungsratspräsidentin der Nagra. Seit 2012 ist sie Präsidentin der Gesellschaft Schweiz-Israel. Nach dem Ausscheiden aus dem Nationalrat wurde sie vom Bundesrat zudem zur Präsidentin des Institutsrats des Eidgenössischen Instituts für Geistiges Eigentum gewählt. Sie ist Verwaltungsrätin der Privatbank Dreyfus Söhne & Cie. und war Mitglied des Vorstands der Handelskammer beider Basel (HKBB). Beim Rüstungsunternehmen SwissP Defence ist sie Präsidentin des Verwaltungsrates.
Eichenberger-Walther ist verwitwet und hat zwei Kinder. Sie wohnt in Kölliken.